# 다윗교

다윗교단의 깃발

다윗교(Branch Davidians) 혹은 다윗파는 미국에서 데이비드 코레시(영어: David Koresh, 1959년 8월 17일 – 1993년 4월 19일)가 세운 기독교계 신흥 종교단체로, 1930년대 제7일 안식일 예수 재림교회 내에서 발생한 개혁 운동인 목자의 지팡이 교의 한 분파이다. 해당 교리를 받아들인 이들의 대부분은 재림교회의 교리 거부로 인하여 이단으로 분류되었다.
데이비드 코레시는 재림 예수를 자칭하고 기독교 종말론에 심취하여 자신들이 성경에서 예언한 예수 그리스도의 두 번째 재림과 최후 심판의 날 살아남을 이들이라고 주장하였다. 아마게돈에 대비한다며 텍사스의 웨이코에 있는 자신들의 은신처에 수많은 총기와 탄약을 비축하던 다윗교는 1993년 ATF, FBI, 그리고 텍사스주 방위군과 대치한 끝에 교주 데이비드 코레시를 포함한 82명의 신도와 4명의 ATF 요원을 포함한 86명이 사망하였다.(웨이코 공방전)

## 같이 보기
- 기독교 근본주의
- 컬트 (종교)
- 유대주의자
- 천년왕국설
- 종교적 폭력